# Kalophrynus punctatus
Kalophrynus punctatus ist eine Amphibienart aus der Familie der Engmaulfrösche (Microhylidae).

## Merkmale
Die Art erreicht eine Länge von 27 Millimetern. Die Tiere sind dunkelbraun und auf ihrer Oberseite schwarz punktiert. Finger und Zehen sind auffällig kurz. Der vierte Finger ist so lang wie der zweite. Die dritte Zehe überragt die fünfte Zehe nicht.

## Vorkommen
Kalophrynus punctatus kommt im Westen der Insel Borneo im äußersten Westen von Sarawak in Malaysia und dem angrenzenden nordwestlichen indonesischen Teil Borneos in Höhenlagen über 1000 Meter vor.

## Systematik
Die Art wurde 1871 von Wilhelm Peters erstbeschrieben.

## Gefährdung
Kalophrynus punctatus wird von der IUCN als nicht gefährdet (least concern) eingestuft mit abnehmendem Populationstrend.